# خيسوس براكامونتاس
خيسوس براكامونتاس (بالإسبانية: Jesús Bracamontes) (24 ديسمبر 1951 بغوادالاخارا في المكسيك - ) هو مدرب كرة قدم ومعلق رياضي ولاعب كرة قدم مكسيكي في مركز الوسط. لعب مع نادي غوادالاخارا.